# De arte venandi cum avibus
De arte venandi cum avibus ("L'arte di cacciare con gli uccelli") è un trattato scritto dall'imperatore Federico II di Svevia sull'attività venatoria. Il manoscritto conservato alla Biblioteca Vaticana (codice Pal. lat. 1071) è la redazione più nota per le illustrazioni, ma contiene solo i primi due libri: si tratta di un codice di 111 fogli di pergamena di dimensioni pari approssimativamente a cm 24,5 × 36 commissionata a Napoli dal figlio di Federico, Manfredi, re di Sicilia, intorno al 1260. Un altro manoscritto, redatto a cura di un altro figlio dell'imperatore, re Enzo, durante la sua detenzione a Bologna, si conserva nella Biblioteca Universitaria di Bologna (Lat. 717) e contiene sei libri, quindi un'edizione più estesa, ma non necessariamente completa del trattato.

## Contenuto

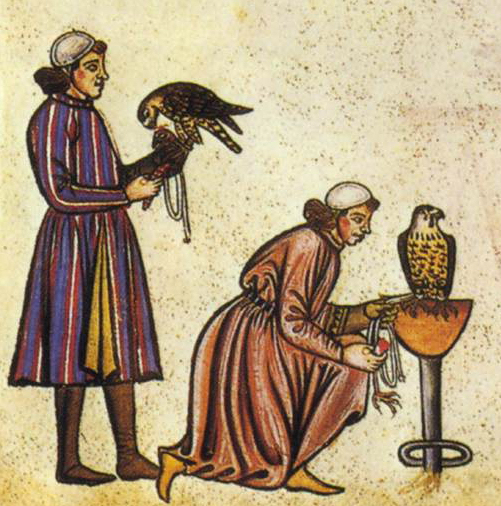
Particolare: due falconieri

L'opera consiste in un trattato di falconeria, che comprende sistemi di allevamento, addestramento e impiego di uccelli rapaci (propriamente falchi) nella caccia (soprattutto ad altri uccelli, tutti accuratamente descritti nell'opera).
Nella genesi dell'opera ebbero una notevole importanza precedenti trattati di cui Federico II aveva disponibilità, come il De arte bersandi di Guicennas e il De scientia venandi per aves (il cosiddetto Moamyn latino), traduzione di un testo arabo effettuata dal siriano Teodoro di Antiochia (Maestro Teodoro), su richiesta di Federico.
L'opera ha dichiarati scopi manualistici ed è divisa in sei libri: 
- nel libro I vengono classificati gli uccelli (acquatici, terrestri e intermedi; rapaci e non rapaci); si tratta delle migrazioni e delle caratteristiche biologiche e morfologiche degli uccelli, si descrivono gli organi esterni e interni delle varie specie, con particolare attenzione alle ali, del piumaggio e delle particolarità del volo;
- il libro II tratta delle attrezzature per esercitare la falconeria, delle modalità della cattura dei falchi e della loro nutrizione, della cigliatura (la cucitura delle palpebre per renderli più docili), dell'addestramento, delle caratteristiche del falconiere;
- libro III contiene la descrizione delle complesse fasi dell'addestramento del falco a piedi, a cavallo e alla traina, e dell'addestramento dei cani da caccia;
- il libro IV è dedicato alle modalità della caccia alla gru con il girfalco;
- nel libro V si parla dell'addestramento del falco sacro alla caccia all'airone;
- Il libro VI tratta della caccia con il falco pellegrino agli uccelli acquatici.

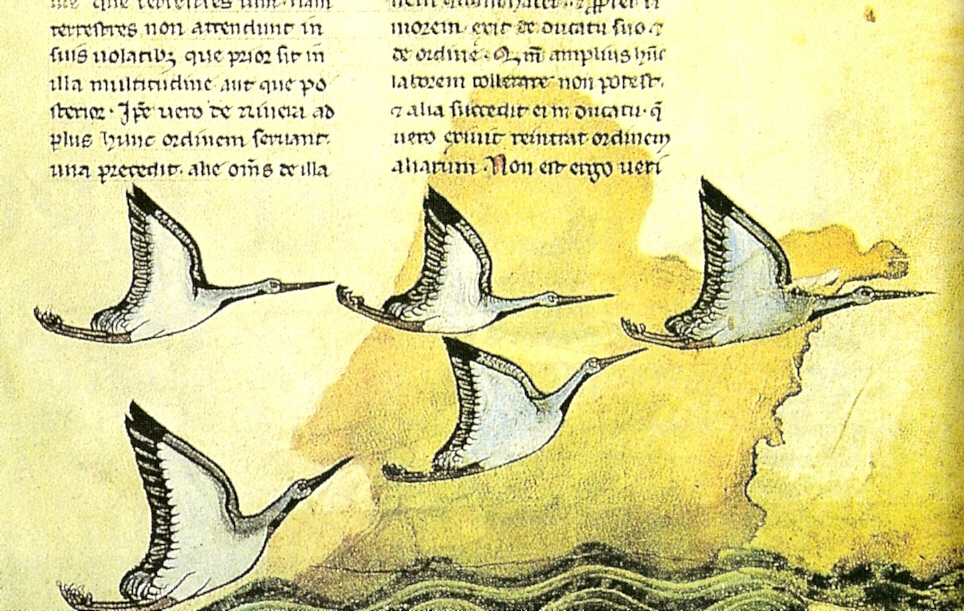
Particolare del f. 16r

Nell'esemplare della Vaticana, pur ridotta ai primi due libri, sono presenti oltre 500 immagini di uccelli (che descrivono circa 80 specie animali) eseguite con sorprendente precisione. Va notata la cura nella scelta dei colori del piumaggio e il dettaglio delle particolarità anatomiche, frutto evidentemente di attente osservazioni. La decorazione è composta dalle illustrazioni a colori degli uccelli e dei falconieri, dalle iniziali dei capitoli decorate, tradizionalmente in rosso e azzurro alternativamente, e dai titoli dei capitoli rubricati. Non tutto è stato portato a termine: in particolare le iniziali decorate si interrompono al f. 36 mentre ai ff. 94-100 le immagini non sono state colorate.

### Un altro trattato di falconeria di Federico II

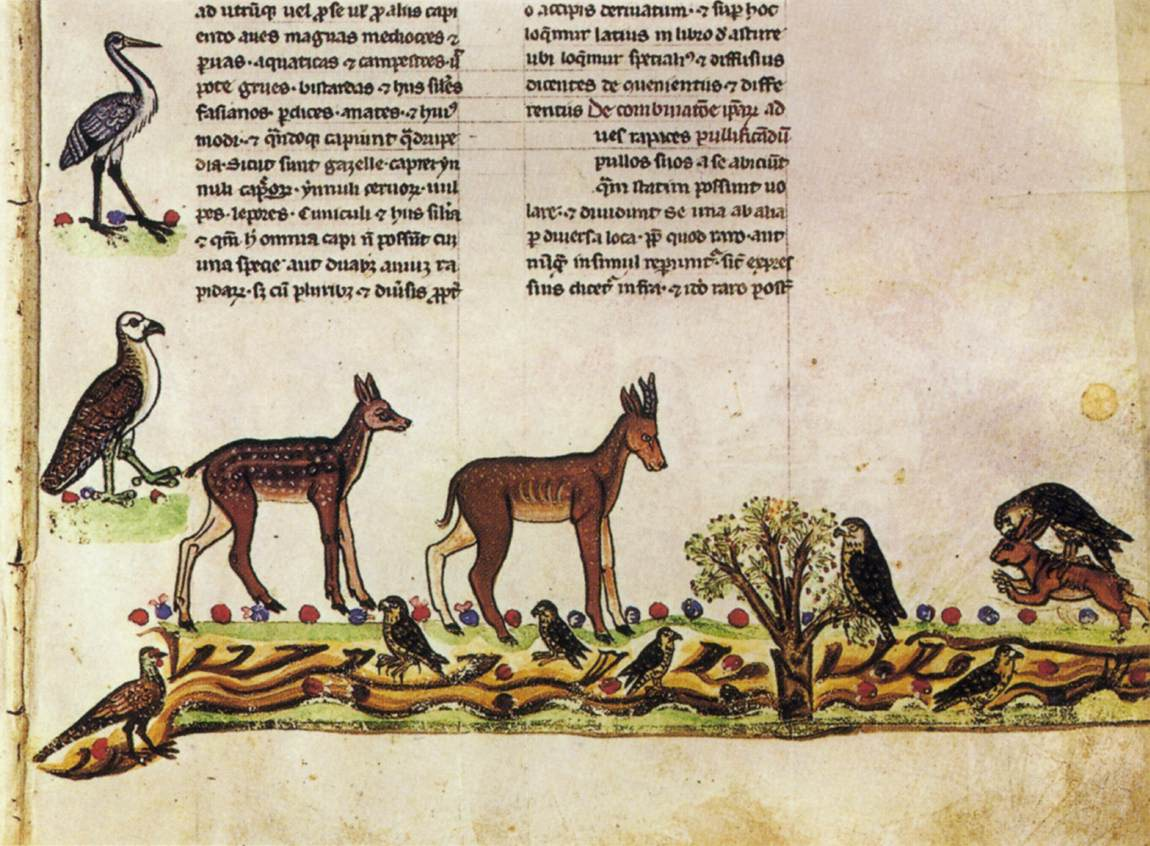
Cervi e uccelli

Per lungo tempo si è ritenuto che un originale del De arte venandi cum avibus fosse tra le cose che l'imperatore perse al momento della disfatta di Parma: il prezioso codice miniato sarebbe stato consegnato a Carlo I d'Angiò dal mercante milanese Bottaius e poi si perse. 
È stato recentemente ipotizzato che questo Falkenbuch non fosse in realtà il trattato federiciano ma un assemblaggio, curato dallo stesso Federico, di varie opere, tra cui la traduzione in latino del Moamyn, il De arte bersandi di Guicennas e due trattati di ambiente normanno-siculo, il Dancus rex e il Guillelmus falconarius. 
Questa ipotesi sarebbe suffragata dall'esistenza di un testimone, seppure in copia tarda, del manoscritto federiciano perduto: infatti il codice ms. Lat. 368 (1459) conservato al Musée Condé di Chantilly, nella varietà dei temi trattati, sembra corrispondere alla lettera alla descrizione che Bottatius fa del codice che propone in vendita al re angioino.

## Bibliografia

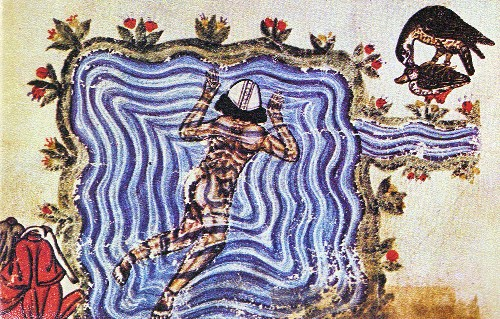
Particolare